# Dayton (Contea di Richland, Wisconsin)
Dayton è un comune degli Stati Uniti, situato in Wisconsin, nella Contea di Richland.